# لامبورگینی سنتناریو
لامبورگینی سنتناریو (به ایتالیایی: Lamborghini Centenario) (تلفظ ایتالیایی: [tʃenteˈnaːrjo]؛ اسپانیایی: [θenteˈnaɾjo]) یک خودروی اسپورت تولید محدود بر اساس لامبورگینی اونتادور است که در نمایشگاه خودروی ژنو ۲۰۱۶ به منظور بزرگداشت صدمین سالگرد تولد بنیان‌گذار این شرکت، فروچیو لامبورگینی رونمایی شد.